# Trigonochrostia
Trigonochrostia là một chi bướm đêm thuộc họ Erebidae.